# Freshair
Freshair – szósty album studyjny polskiej grupy muzycznej Blue Café. Płyta ukazał się 12 listopada 2014 roku nakładem wytwórni muzycznej Universal Music Polska. Album był promowany singlami „Zapamiętaj” (2014), oraz „Cat” i „To Ty” (2015).

## Lista utworów
| #   | Tytuł               | Czas |
| --- | ------------------- | ---- |
| 1.  | „Freshair”          | 4:11 |
| 2.  | „Waiting For Love”  | 3:43 |
| 3.  | „Zapamiętaj”        | 3:56 |
| 4.  | „Feniks”            | 4:12 |
| 5.  | „To Ty”             | 4:02 |
| 6.  | „Dokąd chcę”        | 3:20 |
| 7.  | „Znam to na pamięć” | 3:52 |
| 8.  | „Get High”          | 4:03 |
| 9.  | „Still the Same”    | 4:29 |
| 10. | „Cat”               | 5:35 |